# Sojuz MS-02
Sojuz MS-02 è un volo astronautico verso la Stazione Spaziale Internazionale (ISS) e parte del programma Sojuz, ed è il 131° volo con equipaggio della navetta Sojuz dal primo volo avvenuto nel 1967. Il lancio della navetta, inizialmente previsto per il settembre 2016, è avvenuto il 19 ottobre 2016 dal cosmodromo di Bayqoñyr, Kazakistan.

## Equipaggio
| Ruolo               | Equipaggio                                             | Equipaggio                                             |
| ------------------- | ------------------------------------------------------ | ------------------------------------------------------ |
| Comandante          | Sergej Ryžikov, Roscosmos Expedition 49 Primo volo     | Sergej Ryžikov, Roscosmos Expedition 49 Primo volo     |
| Ingegnere di volo 1 | Andrej Borisenko, Roscosmos Expedition 49 Secondo volo | Andrej Borisenko, Roscosmos Expedition 49 Secondo volo |
| Ingegnere di volo 2 | Robert Kimbrough, NASA Expedition 49 Secondo volo      | Robert Kimbrough, NASA Expedition 49 Secondo volo      |

### Equipaggio di riserva
| Ruolo               | Equipaggio                    | Equipaggio                    |
| ------------------- | ----------------------------- | ----------------------------- |
| Comandante          | Aleksandr Misurkin, Roscosmos | Aleksandr Misurkin, Roscosmos |
| Ingegnere di volo 1 | Nikolaj Tichonov, Roscosmos   | Nikolaj Tichonov, Roscosmos   |
| Ingegnere di volo 2 | Mark Vande Hei, NASA          | Mark Vande Hei, NASA          |